# Гейгель (озеро)
Гейгель (азерб. Göygöl — блакитне озеро) — озеро в західній частині Азербайджану, що розкинулось на території Гейгельського району, на північному схилі Мравського хребта, біля підніжжя гори Кяпаз, в ущелині річки Ахсу. Є одним з найбільших озер Азербайджану. Належить до басейну річки Шамкірчай. Площа озера становить 0,78 км²; довжина з півдня на північ — 2800 м, найбільша ширина — 800 м. Середня глибина — 30 м, а максимальна — 96 м. На північному березі озера Гейгель розташований курорт. В озеро впадає лише одна річка — Верхня Ахсу.

## Етимологія
Слово «Гейгель» у перекладі з азербайджанської мови означає «синє озеро».

## Фізико-географічна характеристика
Озеро Гейгель розкинулось на північному схилі Шахдагського хребта, безпосередньо біля його вододільного гребеня й біля стику з Мравським хребтом, за 3,6 км на захід від гори Гіналдаг (3373 м). Воно лежить на висоті 2740 м над рівнем моря й витягнуте вузькою смугою з північного заходу на південний схід. Завдовжки 2,8 км і завширшки 900 м. Площа його дзеркала близько 0,78 км². Озеро прісноводне й стічне. Вода витікає з північно-західної частини через притоку без назви, що впадає в річку Шамкірчай за 85 км від гирла (річка Шамкірчай впадає в річку Куру за 812 км від гирла й має довжину 95 км). Найбільша глибина озера становить 96 м.

### Історія формування
Озеро утворилося внаслідок руйнівного землетрусу, що стався поблизу Гянджі 30 вересня 1139 року, внаслідок якого вершина гори Кяпаз обрушилася в ущелину річки Ахсу. Новоутворена загата і є озеро Гейгель.
Згідно з дослідженнями багатьох авторів озеро має льодовикове походження. Цю думку підтверджують К. Н. Паффенгольц і Л. Н. Леонтьєв, які виявили сліди стародавнього заледеніння у вигляді невеликих цирків і карів у верхів'ях річки Шамкірчай.

### Температура води
Гідрометеорологічні спостереження на озері почали проводити лише від січня 1956 року. Річне коливання рівня має вигляд основної хвилі, підйом якої починається у квітні й досягає найбільшої висоти в червні-липні, коли найбільш інтенсивне сніготанення збігається з максимумом опадів. Спостереження за поверхневою температурою води показують, що найбільше її середньодобове значення становило 19,7° (1 серпня 1957 року). Середньомісячна температура води досягає максимуму в серпні, коли вона може становити 16,9° (серпень 1957 року).

### Мінералізація
Різке збільшення вмісту майже всіх іонів відзначається в листопаді, а зменшення — в квітні. Вода озера мало мінералізована (сума іонного складу коливається від 81,1 до 341 мг/л) і належить до гідрокарбонатно-кальцієвої групи з хорошими питними та зрошувальними якостями.

### Живлення озера
Одним з основних джерел живлення озера є атмосферні опади, кількість яких дорівнює в середньому 650 мм, що відповідає 455 000 м³ води на рік. Видаткова частина складається з випаровування і стоку з озер. Перше, відповідно до карти С. Г. Рустамова, становить 300 мм або 210000 м³. Віднімаючи значення випаровування від об'єму опадів, отримуємо стік, який дорівнює 245 009 м³ води на рік або 0,08 м³/сек. Слід зауважити, що прибуткова частина балансу занижена за рахунок припливу в озеро значної кількості дрібних річок і джерел, а видаткова — за рахунок підземного відтоку з озера в басейн озера Севан, яке розташоване майже на 550 м нижче першого.

### Флора і фауна
На території озера відомо 423 видів дерев і чагарників, а також лікарських рослин. З них 76 видів — дерева і чагарники, інші утворюють трав'яний покрив. На берегах озера водяться олень, сарна, ведмідь, вепр, гірський козел, вовк, лисиця, шакал, борсук, їжатець, лісовий кіт, рись. В озері також водиться форель.

## Господарське значення
До кінця 1950-х років озеро слугувало додатковим джерелом, підживлюють річку Шамкірчай у період інтенсивного зрошення сільськогосподарських культур.

## Туристичні ресурси

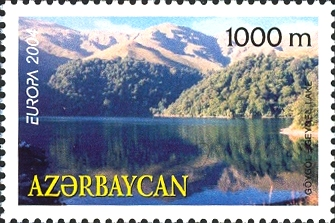
Поштова марка Азербайджану, 2004

Озеро розкинулось у Гейгельському національному парку, створеному в 1965 році з метою збереження недоторканими природи і тваринного світу. Довгий час вхід у національний парк Гейгель був заборонений. Однак невдовзі ці обмеження будуть скасовані[прояснити] й усі охочі зможуть знову відвідати цю зону.

## У культурі
Азербайджанський художник Саттар Бахлулзаде присвятив озеру дві картини: першу він написав 1964 року (папір, акварель, 100 × 80), другу — 1979-го (полотно, олія, 79 × 59).